# (18102) Angrilli
(18102) Angrilli est un astéroïde de la ceinture principale.

## Description
(18102) Angrilli est un astéroïde de la ceinture principale. Il fut découvert le 3 juin 2000 à la station Anderson Mesa par le programme LONEOS. Il présente une orbite caractérisée par un demi-grand axe de 2,43 UA, une excentricité de 0,13 et une inclinaison de 5,1° par rapport à l'écliptique.

## Compléments